# Zuck Bucks
Zuck Bucks là một tên gọi được cho là của một loại tiền kỹ thuật số có thể đang được phát triển bởi Meta Platforms. Tên gọi này cũng gợi nhắc đến một loại tiền điện tử cùng tên được tạo ra để chế giễu những nỗ lực trước đây của Meta Platforms trong việc tạo ra một loại tiền điện tử thành công như Diem.